# تامرلان باشائف
تامرلان باشائف (روسی: Тамерлан Таусович Башаев؛ زادهٔ ۲۲ آوریل ۱۹۹۶) جودوکار اهل روسیه است.